# Amsterdamsche Superfosfaatfabriek
De Amsterdamsche Superfosfaatfabriek (ASF) was een fabriek voor superfosfaat die in 1907 opgericht werd te Amsterdam en zich bevindt aan de Fosfaatweg 48.

## Geschiedenis
In 1913 nam ASF de Superfosfaatfabriek "Holland" te Pernis over en in 1917 fuseerde ASF met VCF tot ASF-VCF, dat in 1948 verderging als Albatros Superfosfaatfabrieken. Uiteindelijk werd het een onderdeel van UKF, sedert 1979 onderdeel van DSM. DSM verkocht de Amsterdamse vestiging in 1982 aan het Israëlische bedrijf ICL. Sedertdien heette het bedrijf: Amsterdam Fertilizers BV (Amfert). In 2008 werd de naam veranderd in ICL Fertilizers Europe CV.

## Productiecijfers
De in 1961 gesloten superfosfaatfabriek-1 produceerde uiteindelijk 120 kton/jaar aan superfosfaat. In 1915 kwam een kiezelzuurfabriek gereed en in 1917 een zwavelzuurfabriek. Ook ammoniumfosfaat werd vanaf 1917 geproduceerd. In 1952 kwam superfosfaatfabriek-2 gereed en met een capaciteit van 255 kton/jaar; een capaciteit die later nog werd verhoogd.